# 帕拉瓦卡尔
帕拉瓦卡尔（羅馬化：Paravakar），是亚美尼亚塔武什州的一个村庄。